# Belton with Browston
Belton with Browston – civil parish w Anglii, w hrabstwie Norfolk, w dystrykcie Great Yarmouth. Leży 26 km na wschód od Norwich i 170 km na północny wschód od Londynu.
Miejscowość liczy 4098 mieszkańców.